# NGC 6951
NGC 6951 (NGC 6952) je prečkasta spiralna galaktika u zviježđu Cefeju. 

## Vanjske poveznice
- (engl.) SEDS: NGC 6951
- (engl.) Hartmut Frommert: Revidirani Novi opći katalog
- (engl.) Izvangalaktička baza podataka NASA-e i IPAC-a
- (engl.) Astronomska baza podataka SIMBAD
- (engl.) VizieR
- (engl.) Auke Slotegraaf: NGC 6951 Deep Sky Observer's Companion
- (engl.) Courtney Seligman: Objekti Novog općeg kataloga: NGC 6950 - 6999